# Puerto Colombia (Guainía)
Puerto Colombia is een gemeente in het Colombiaanse departement Guainía. De gemeente telt 1043 inwoners (2005).
Barranco Minas · Cacahual · Inírida · La Guadalupe · Mapiripana · Morichal · Pana Pana · Puerto Colombia · San Felipe